# Hinterdenkental
Hinterdenkental ist ein Ortsteil der Gemeinde Westerstetten im Alb-Donau-Kreis in Baden-Württemberg. Der Weiler liegt circa zwei Kilometer südwestlich von Westerstetten und ist über die Bundesstraße 10 zu erreichen.

## Geschichte
Der Ort wird 1225 als „Dinkintal“ erstmals erwähnt. Hinterdenkental gehörte zur Herrschaft Albeck, deren Inhaber, die Grafen von Werdenberg, den Weiler 1377 an die von Sulmetingen verkauften, von denen er an das Kloster Elchingen kam. 

## Sehenswürdigkeiten
- Ehemaliges Posthaus von 1776 an der alten Ulmer Landstraße nach Geislingen an der Steige.